# Mug Corb
Mug Corb ("Criado del carruaje", a veces llamado Mac Corb, "hijo del carruaje"), hijo de Cobthach Cáem, hijo de Rechtaid Rígderg, fue, según la leyenda medieval irlandesa y la tradición histórica, un Alto Rey de Irlanda. Llegó al poder cuándo mató a su predecesor, Meilge Molbthach. Gobernó por seis años, hasta que fue asesinado por Óengus Ollom, nieto de Labraid Loingsech. Se dice que obtuvo su nombre cuando reparó un carruaje roto para su hijo. El Lebor Gabála Érenn sincroniza su reinado con el de Ptolomeo III de Egipto (246–222 AC). La cronología de Geoffrey Keating, el  Foras Feasa ar Éirinn data su reinado en 362–355 AC, los Anales de los Cuatro Maestros en 506–499 AC.